# 成田善弘
成田 善弘（なりた よしひろ、1941年 - 2025年）は、日本の医学者・精神科医・精神分析家。椙山女学園大学教授を経て、大阪市立大学特任教授。境界例や強迫性障害の臨床と研究で知られる。その臨床経験から精神療法家として知られており、著書も多い。

## 来歴
- 1941年 - 愛知県名古屋市に生まれる
- 1966年 - 名古屋大学医学部医学科卒業
- 1967年 - 名古屋大学医学部精神医学教室入局。名古屋大学医学部附属病院精神科副助手
- 1970年 - 愛知県立城山病院医員
- 1971年 - 名古屋大学医学部精神医学教室助手
- 1978年 - 社会保険中京病院精神科部長。名古屋大学医学部講師（兼任）
- 1994年 - 椙山女学園大学人間関係学部教授
- 2002年 - 桜クリニック嘱託（2011年まで）
- 2003年 - 大阪市立大学大学院生活科学研究科特任教授（2010年まで）
- 2011年 - 成田心理療法研究室[1][2][3]

## 学会
- 日本精神分析学会元会長
- 日本精神分析的精神医学会顧問

## 著書

### 単著
- 『精神療法の第一歩』（診療新社、1981）
- 『心身症と心身医学 一精神科医の眼』叢書精神の科学（岩浪書店、1986）
- 『青年期境界例』金剛出版、1989年。ISBN 9784772408288。
- 『心身症』講談社現代新書 1993
- 『精神療法の経験』（金剛出版、1993）
- 『強迫症の臨床研究』金剛出版 1994
- 『心と身体の精神療法』金剛出版 1996
- 『精神療法の技法論』金剛出版 1999
- 『強迫性障害 病態と治療』医学書院 2002
- 『贈り物の心理学』名古屋大学出版会 2003
- 『精神療法家の仕事 面接と面接者』金剛出版 2003
- 『セラピストのための面接技法 精神療法の基本と応用』金剛出版 2003
- 『治療関係と面接 他者と出会うということ』金剛出版 2005
- 『精神療法面接の多面性 学ぶこと、伝えること』金剛出版 2010
- 『精神療法を学ぶ 精神医学の知と技』中山書店 2011
- 『精神療法の深さ 成田善弘セレクション』金剛出版 2012
- 『精神療法家の本棚 私はこんな本に交わってきた』みすず書房 2014

### 編著
- 『精神療法の実際』編著 新興医学出版社 1989
- 『青年期患者の入院治療』編 金剛出版 1991
- 『精神療法の探究』小林進、水野信義、関口純一共編 金剛出版 1994
- 『精神医学レビュー OCD』編 ライフ・サイエンス 1995
- 『身体化障害 思春期の心とからだ』思春期青年期ケース研究 若林愼一郎共責任編集 岩崎学術出版社 1997
- 『「現代のエスプリ」別冊　人格障害』編 至文堂 1997
- 『転移/逆転移 臨床の現場から』氏原寛共編 人文書院 1997
- 『こころの科学セレクション　境界例』河合隼雄共編 日本評論社 1998
- 『臨床心理学 1　カウンセリングと精神療法 心理治療』氏原寛共編 培風館 1999
- 『共感と解釈 続・臨床の現場から』氏原寛共編 人文書院 1999
- 『臨床心理学 3　コミュニティ心理学とコンサルテーション・リエゾン 地域臨床・教育・研修』氏原寛共編 培風館 2000
- 『臨床心理学 2　診断と見立て 心理アセスメント』氏原寛共編 培風館 2000
- 『講座心理療法 心理療法と人間関係』秋田巌、穂苅千恵、伊藤良子共著 岩波書店 2001
- 『共感と解釈 続・臨床の現場から』氏原寛共編 人文書院 2004
- 『臨床心理学の実践 1　心理療法の実践』編著 北樹出版 2004
- 『心理療法ハンドブック』乾吉佑,氏原寛,亀口憲治,東山絋久,山中康裕共編 創元社 2005
- 『意識と無意識 臨床の現場から』氏原寛共編 人文書院 2006
- 『境界性パーソナリティ障害の精神療法 日本版治療ガイドラインを目指して』編 金剛出版 2006
- 『心理臨床の眼差』河合隼雄,大塚義孝,藤原勝紀,氏原寛共著 新曜社 帝塚山学院大学大学院〈公開カウンセリング講座〉 2006
- 『境界性パーソナリティ障害の精神療法 ― 日本版治療ガイドラインを目指して』金剛出版、2006年。ISBN 9784772409315。

### 訳書
- ジェイムズ・F・マスターソン『青年期境界例の治療』（笠原嘉共訳、金剛出版、1979）
- レオン・サルズマン 『強迫パーソナリティ』笠原嘉共訳（みすず書房、1985年）
- ジェームス・F.マスターソン『逆転移と精神療法の技法』星和書店 1987
- 『ウィニコット著作集 第1巻 (赤ん坊と母親)』根本真弓共訳 岩崎学術出版社 1993
- J.M.グッドウィン編『心的外傷の再発見』市田勝共訳 岩崎学術出版社 1997
- ジェームス・F.マスターソン, マリアン・トルピン, ピーター・E.シフネオス『パーソナリティ障害の精神療法 マスターソン,トルピン,シフネオスの激論』村瀬聡美共訳 星和書店 1997
- ジェラルド・アドラー『境界例と自己対象 精神分析の内在化理論』近藤三男共訳 金剛出版 1998
- ナンシー・マックウィリアムズ『パーソナリティ障害の診断と治療』監訳 神谷栄治,北村婦美訳 創元社 2005
- マックウィリアムズ『ケースの見方・考え方 精神分析的ケースフォーミュレーション』監訳 湯野貴子,井上直子,山田恵美子訳 創元社 2006
- ネヴィル・シミントン『分析の経験 フロイトから対象関係論へ』監訳 北村婦美,北村隆人訳 創元社 2006
- ジェームス・F.マスターソン『パーソナリティ障害』佐藤美奈子共監訳 星和書店 2007
- ネヴィル・シミントン『臨床におけるナルシシズム 新たな理論』監訳 北村婦美, 北村隆人訳 創元社 2007
- ネヴィル・シミントン『精神分析とスピリチュアリティ』監訳 北村婦美, 北村隆人訳 創元社 2008
- マートン・M.ギル『精神分析の変遷 私の見解』監訳 杉村共英, 加藤洋子訳 金剛出版 2008

## 関連人物
- 西園昌久
- 土居健郎
- 神田橋條治
- 笠原嘉
- 山中康裕
- 村上靖彦
- 高橋俊彦
- 鈴木國文
- 小川豊昭
- 鈴木茂
- 牛島定信
- 衣笠隆幸
- 皆川邦直
- ジェームス・マスターソン